# Список послов СССР и России в Республике Конго
В статье представлен список послов СССР и России в Республике Конго.
- 16 марта 1964 г. — установление дипломатических отношений на уровне посольств.

## Список послов
| Срок полномочий                  | Посол                           | Годы жизни | Вручение верительных грамот |
| -------------------------------- | ------------------------------- | ---------- | --------------------------- |
| СССР                             |                                 |            |                             |
| 21 июля 1964 — 15 февраля 1969   | Иван Степанович Спицкий         | 1920—2006  | 5 августа 1964              |
| 15 февраля 1969 — 24 мая 1972    | Аркадий Васильевич Будаков      | 1916—2003  | 25 апреля 1969              |
| 24 мая 1972 — 18 сентября 1978   | Евгений Иванович Афанасенко     | 1914—1993  | 29 июля 1972                |
| 18 сентября 1978 — 6 июня 1982   | Сергей Александрович Кузнецов   | 1923—1991  | 19 октября 1978             |
| 6 июня 1982 — 20 ноября 1989     | Владимир Константинович Лобачёв | 1925—1997  | 23 августа 1982             |
| 20 ноября 1989 — 25 декабря 1991 | Анатолий Сафронович Зайцев      | род. 1939  |                             |
| Российская Федерация             |                                 |            |                             |
| 25 декабря 1991 — 5 июля 1994    | Анатолий Сафронович Зайцев      | род. 1939  |                             |
| 5 июля 1994 — 31 мая 1999        | Николай Гаврилович Сизых        | 1937—2023  |                             |
| 31 мая 1999 — 11 ноября 2003     | Сергей Васильевич Ненашев       | род. 1947  |                             |
| 11 ноября 2003 — 15 октября 2009 | Михаил Семёнович Цвигун         | 1944—2016  |                             |
| 15 октября 2009 — 7 апреля 2014  | Юрий Александрович Романов      | род. 1945  | 26 марта 2010               |
| 7 апреля 2014 — 17 июля 2019     | Валерий Александрович Михайлов  | род. 1955  | 4 июня 2014                 |
| 17 июля 2019 — 16 января 2024    | Георгий Юрьевич Чепик           | род. 1968  | 13 сентября 2019            |
| 16 января 2024 — настоящее время | Ильяс Фархадович Искандаров     | род. 1965  | 22 апреля 2024              |